# René Durieux
Pour les articles homonymes, voir Durieux.
René Auguste Durieux, né à Bordeaux le 13 février 1898 et mort à Crestet le 17 juillet 1952, est un peintre français.

## Biographie
Élève de Fernand Cormon, membre du Salon des artistes français, il y expose en 1929 la toile Femme roumaine. 